# 超劇場版 Keroro軍曹
《超劇場版 Keroro軍曹》於2006年3月11日在日本上映。電影片長約60分鐘，日本票房約為6億日圓，香港票房約為900萬港元，而台灣票房則約980萬台幣。劇場版1的VCD和DVD則在2006年8月25日正式發行。

## 情節簡介
某日，感情融洽的冬樹與Keroro一起外出購買鋼普拉。不料在回家的路上，誤闖一間神秘小廟。冬樹對這個古文明遺址感到興奮不已的同時，Keroro卻不小心打破了一個壺狀物體。頓時萌生不祥預感的兩人，匆促慌張地掉頭跑回家。不久，Keroro和冬樹臉上浮現「╳」印記。隨著時間流逝，週遭的人們也開始在臉上浮現「╳」印記。這些有印記的人，彷彿擁有念力，能夠隨心所欲地讓其他人也浮現「╳」印記。這項不可思議卻很方便的能力深受人類喜愛，轉眼間就擴散開來。
這時候，現身的外星人Mirara表示，「╳」印記是一個名為Kiruru的古代武器，它會吸收人類的負面能量，毀滅地球。但是由於「╳」印記並未帶來不好的影響，冬樹和Keroro小隊並未將這句話放在心上。稍後，Kiruru開始巨大化，「╳」座標印記(也開始散播負面能量。人類對此感到恐慌，進而不相信身邊任何人。於是Keroro打算利用這股念力，展開侵略地球大作戰。
吸收人類負面能量的Kiruru，體型逐漸變得巨大，並且開始破壞街道。對這一切感到無力的人類，只能眼睜睜的看著一切被破壞殆盡。這樣下去，人類是否會滅亡呢？

## 標語
- 「誰要來侵略地球？誰要來保護地球？」

## 新登場人物／事物
- Kiruru（　配音：小木博明、矢作兼（巨大化））

K隆星自動判斷型侵略武器「Kirumira」執行者，侵略程式為「孤立敵人」，以人們的憎惡和不信任感等負面思想作為成長能量，成長後有能力消滅一個星球。頭上有「╳」印記。這個古代K隆軍所開發出來的可怕終極兵器，很久以前就被封印著，在地球上總共有三部Kiruru被封印著，侵略程式分別是「孤立敵人」、「破壞」以及「完美統治者」。
- Mirara（　配音：新垣結衣）

初登場時是K隆星的古代兵器研究家，實際上是K隆星自動判別侵略武器「Kirumira」審判者，也是封印Kiruru的鑰匙。頭上有「○」印記。

## 歌曲
- （主題曲）
演唱：，作詞：秋元康，作曲：磯崎健史，合唱：toutou
- 「VOICE OF LALAH」
演唱：潘恵子，作詞、作曲、編曲：、掛川陽介、本澤尚之

## 外部連結／參考資料
- 《Keroro軍曹》劇場版官方網站
- 開眼電影《Keroro軍曹》介紹